# 哈羅蓋特貝蒂和泰勒
哈羅蓋特貝蒂和泰勒（英語：Bettys and Taylors of Harrogate），又稱貝蒂和泰勒集團（Bettys and Taylors Group Limited），是一家位於英國英格蘭約克郡的家族企業。這家公司擁有貝蒂（Bettys）、哈羅蓋特泰勒（Taylors of Harrogate）和約克郡茶（Yorkshire Tea）等品牌。貝蒂咖啡茶室提供傳統英式茶室服務，其餐點受到瑞士和約克郡的影響。哈羅蓋特泰勒是一個家族茶飲及咖啡企業，創建於1886年，主要產品有約克郡茶和哈羅蓋特泰勒咖啡。貝蒂的所有者在1962年併購了泰勒。公司現任董事長是克萊爾·摩羅（Clare Morrow），他曾是一位記者。 
約克郡茶由查爾斯·愛德華·泰勒（Charles Edward Taylor）和他的兄弟在1883年推出。他們同時創建了公司，後簡稱「泰勒（Taylor's）」。泰勒兄弟隨後在約克郡城鎮哈羅蓋特和伊爾克利開設茶店。1962年，當地同業對手「貝蒂」收購了「泰勒」，並將其更名為「哈羅蓋特泰勒（Taylors of Harrogate）」，設立貝蒂和泰勒集團，維持至今。集團由「貝蒂茶室（Betty's Tea Rooms）」創業家族弗雷德里克·貝爾蒙（Fredrick Belmont）家族所有。集團現在在其產品使用「貝蒂（Bettys'）」和「泰勒（Taylors）」品牌。約克郡茶、泰勒咖啡使用「哈羅蓋特泰勒」（Taylors of Harrogate）品牌、貝蒂茶室、貝蒂烘培學校和貝蒂糖果店使用貝蒂（Bettys）品牌 。
2007年，貝蒂和泰勒在《星期日泰晤士報》的「百大最佳雇主」排名第72位。

## 歷史

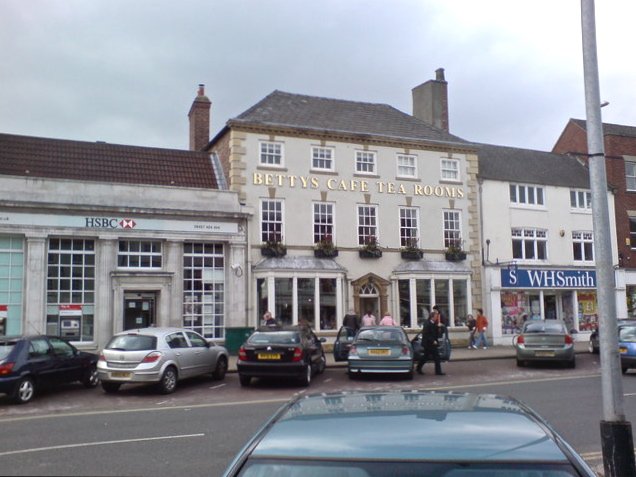
北阿勒頓的貝蒂茶室

第一家貝蒂茶室由瑞士菓子家弗雷德里克·貝爾蒙在1919年7月開業於約克郡西瑞丁哈羅蓋特的劍橋新月（Cambridge Crescent）。哈羅蓋特茶室後來搬遷至位於議會街的現址。貝爾蒙第一個到達的英國車站是國王十字車站。他當時只會說很少的英語，並且不記得應去的地點，到達布拉德福德非常偶然。1922年，貝爾蒙在哈羅蓋特開業了一家麵包店，這也意味著他可以開設更多茶室，包括在布拉德福德、利茲、約克（開業於1937年，後成為最大分店。
1962年，貝蒂和成立於1886年的哈羅蓋特泰勒合併。
1986年，該集團設立「Bettys by Post」公司。該公司最初是郵購公司，後改為網絡購物。2001年，貝蒂在哈羅蓋特附近的彭普頓公園（Plumpton Park）開設了烹飪學校。
2009年7月，貝蒂迎來開業90週年紀念。女服務生穿著當時制服提供下午茶。

## 茶室
該公司現在開設有六家茶室，均設有咖啡廳和商店。這些茶室位於哈羅蓋特議會街、約克聖海倫廣場、約克斯通蓋特、北阿勒頓、伊爾克利、哈羅蓋特哈羅卡爾。1976年之前，貝蒂在麗茲的商業街亦設有茶室。此外貝蒂亦在布拉德福德開設過茶室。
貝蒂斯多次拒絕在約克郡以外開設分店的提議，並表示這是為了讓它們保持對每個細節的專注。

## 出版書籍
貝蒂出版過數本書籍，主要在茶室銷售：
- 喬納森·韋爾德（Jonathan Wild）著《Hearts, Tarts & Rascals》[13]
- 萊斯利·韋爾德著（Lesley Wild）《A Year of Family Recipes》, Lesley Wild[14]
- 多名著者共著《Who Was Betty？》[15]